# Antrocephalus insularis
Antrocephalus insularis är en stekelart som först beskrevs av Girault 1913.  Antrocephalus insularis ingår i släktet Antrocephalus och familjen bredlårsteklar. Inga underarter finns listade i Catalogue of Life.